# Bernowin
Bernowin, en latin Bernowinus Claromontanus, était un religieux du haut Moyen Âge qui fut évêque de Clermont au IXe siècle. Il ne doit pas être confondu avec Bernoin (ou Bernuin), évêque de Besançon vers 811.

## Biographie
Les catalogues anciens ne placent aucun évêque entre Adebert et Stable, ce qui correspond à une période de soixante ans. On pense de façon assez sûre qu’il y a eu pendant cette période un évêque nommé Bernowinus. On a retrouvé à Rome au 17e siècle des textes en vers écrits par lui. Ils indiquent qu’au temps de Charlemagne il aurait fait reconstruire l’église de Saint-Alyre. On a également retrouvé plusieurs de ses poésies dans lesquelles il donne quelques détails sur sa vie ainsi que l’épitaphe qu’il a rédigée pour figurer sur son tombeau. On sait ainsi qu'il était riche et connu des puissants, notamment de Charlemagne. On suppose qu’il vécut jusqu’en 825.